# سيرا كوتلوباي
سيرا كوتلوباي ممثلة تركية ولدت في أنقرة، تركيا، 24 أكتوبر 1997.

## حياتها وعملها
ولدت سيرا كوتلوبي عام 1997 في أنقرة. أكملت تعليمها في قسم المسرح بجامعة حليش. كانت أول تجربة تمثيلية له مع مسلسل Kehribar عام 2016، ثم لعب دورًا في المسلسل التلفزيوني Babam ve Ailesi. لعبت شخصية سهير في المسلسل التلفزيوني بدون عنوان، واكتسبت شهرة من خلال لعب دور شخصية جيمري يلماز في المسلسل التلفزيوني إسطنبول الظالمة. واليوم تلعب دور داملا في مسلسل الخير.

## أعمالها
| مسلسلات   | مسلسلات         | مسلسلات            | مسلسلات    |
| العام     | العنوان         | الدور              | ملاحظات    |
| --------- | --------------- | ------------------ | ---------- |
| 2016      | العنبر          | ليلى الشابة        | ممثل مساعد |
| 2016      | والدي وعائلته   | حسرة               | ممثل مساعد |
| 2017      | المجهولين       | فَجر                | ممثل مساعد |
| 2019–2020 | إسطنبول الظالمة | جمره يلماز كاراشاي | بطولة      |
| 2021      | زهرة الثالوث    | آزرا               | ممثل مساعد |
| 2023-2022 | صلاح            | يسقط-              | بطولة      |
| 2023      | اسمي فرح        | مرجان              | ممثل مساعد |

## الجوائز
| العام | الجائزة                         | النوع                                           | العمل           | النتيجة |
| ----- | ------------------------------- | ----------------------------------------------- | --------------- | ------- |
| 2019  | Pantene Altın Kelebek           | أفضل زوجين في المسلسل التلفزيوني (Cenk & Cemre) | إسطنبول الظالمة | رُشِّح     |
| 2020  | Altın Zirve ve Kariyer Ödülleri | جائزة أفضل ممثلة للعام                          | إسطنبول الظالمة | فوز     |

## وصلات خارجية
- سيرا كوتلوباي في قاعدة بيانات الأفلام على الإنترنت*
- سيرا كوتلوباي على إنستغرام